# تحديد الموقع
في الملاحة، تحديد الموقع أو تحديد المواقع هو تحديد موقع مركبة أو شخص على سطح الأرض. تحديد الموقف يستخدم مختلف الطرق البصرية والإلكترونية بما في ذلك:
- خطوط الموقف ودوائر الموقف
- الملاحة السماوية
- الملاحة الراديوية
- نظام الملاحة الساتلية

ويمكن التعبير عن المواقع كمنطوي ومدى من معلم معروف أو كزوايا خطوط الطول والعرض بالنسبة إلى خط الخريطة.
وبصفة عامة، يتم حساب إصلاح الموقف عن طريق مراعاة القياسات (المشار إليها بالملاحظات) للمسافات أو الزوايا إلى نقاط مرجعية تكون مواقعها معروفة. في 2D الدراسات الاستقصائية ملاحظات من ثلاث نقاط مرجعية كافية لحساب موقف في مستوى ثنائي الأبعاد. 10- وتخضع الملاحظات عملياً لأخطاء ناجمة عن عوامل فيزيائية وفي الغلاف الجوي مختلفة تؤثر على قياس المسافات والزوايا.
ومن الأمثلة العملية على الحصول على تحديد الموقع أن تأخذ السفينة قياسات تحمل ثلاث منارات متمركزة على طول الساحل. ويمكن إجراء هذه القياسات بصريا باستخدام بوصلة تحمل اليد، أو في ضعف الرؤية إلكترونيا باستخدام الرادار أو اتّجاه الراديو. بما أن جميع الملاحظات المادية عرضة للأخطاء فإن إصلاح الموقف الناتج هو أيضًا عرضة للخطأ. على الرغم من أن من الناحية النظرية خطين من موقف (LOP) كافية لتحديد نقطة، في الممارسة العملية 'عبور' أكثر LOPs يوفر المزيد من الدقة والثقة، وخاصة إذا كانت الخطوط عبر في زاوية جيدة لبعضها البعض. وتعتبر ثلاثة من LOPs الحد الأدنى لإصلاح الملاحة العملية. سوف أشكال ال LOPs الثلاثة عند رسمها على الرسم البياني بشكل عام مثلث، والمعروفة باسم 'قبعة الديك'. سيكون لدى الملاح المزيد من الثقة في إصلاح الموقف الذي يتكون من قبعة صغيرة مع زوايا قريبة من زوايا مثلث متساوي الأضلاع.
ليس صحيحا أن نقول إن موقف الملاح الحقيقي هو 'بالتأكيد' داخل قبعة الديك على الرسم البياني. منطقة الشك المحيطة إصلاح موقف يسمى قطع ناقص خطأ. لتقليل الخطأ إلى أدنى حد، تستخدم أنظمة الملاحة الإلكترونية بشكل عام أكثر من ثلاث نقاط مرجعية لحساب إصلاح الموضع لزيادة تكرار البيانات. كما يتم إضافة نقاط مرجعية زائدة عن الحاجة يصبح إصلاح الموقف أكثر دقة ومساحة قطع ناقص الخطأ الناتجة.
عملية الجمع بين الملاحظات المتعددة لحساب إصلاح الموقف هو ما يعادل حل نظام من المعادلات الخطية. تستخدم أنظمة الملاحة خوارزميات الانحدار مثل المربعات الأقل من أجل حساب إصلاح الموضع في الفضاء ثلاثي الأبعاد. ويتم ذلك عادة عن طريق الجمع بين قياسات المسافة إلى 4 أو أكثر من الأقمار الصناعية لتحديد المواقع، والتي تدور حول الأرض على طول مسارات معروفة.